# Tommy Dorsey

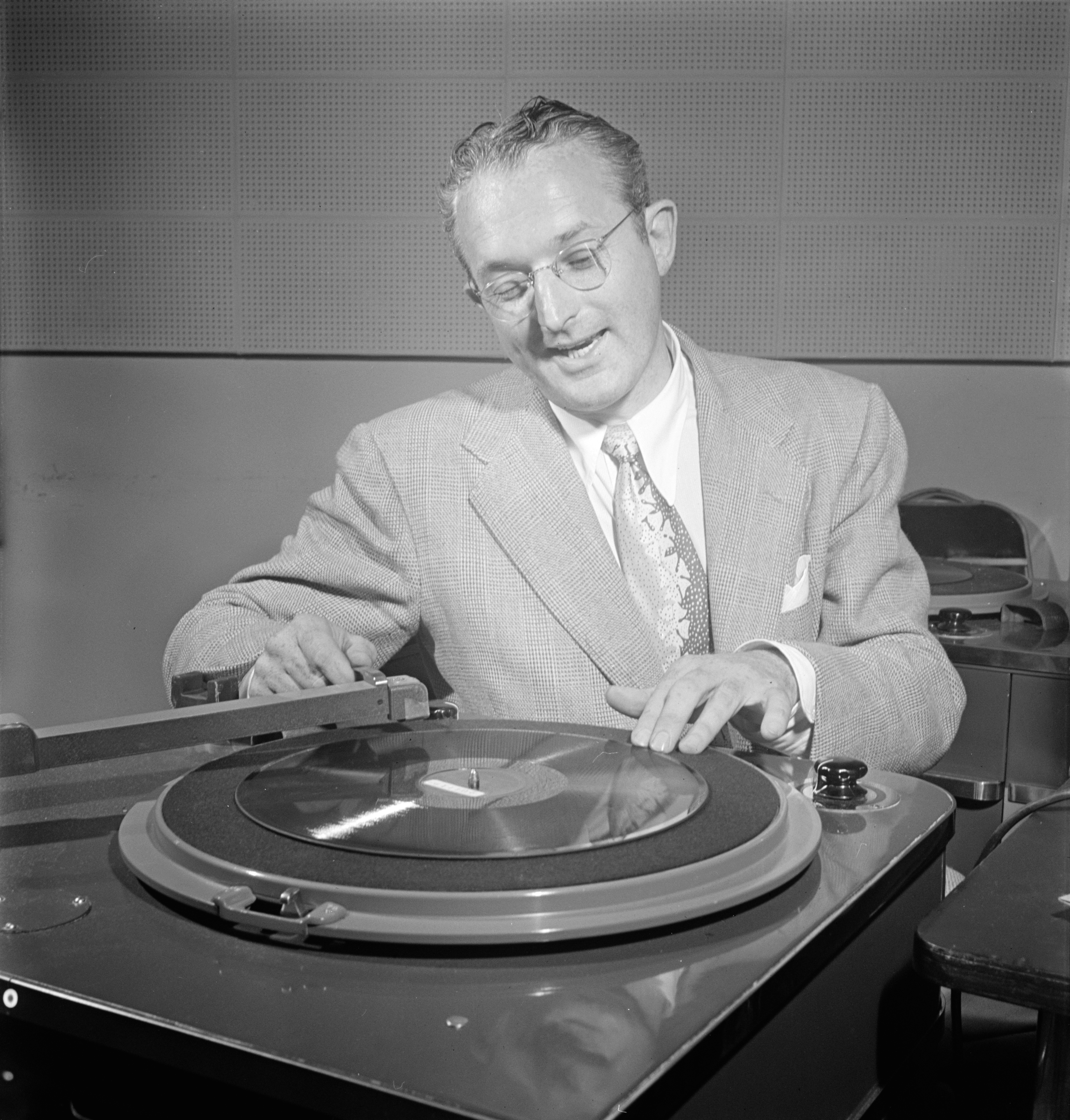
Tommy Dorsey, ca. Oktober 1947.
Fotografie von William P. Gottlieb.

Tommy Dorsey (eigentlich Thomas Francis Dorsey, * 19. November 1905 in Shenandoah, Pennsylvania; † 26. November 1956 in Greenwich, Connecticut) war ein US-amerikanischer Jazzmusiker (Posaunist und Trompeter).

## Leben und Wirken
Zusammen mit seinem Bruder Jimmy Dorsey gründete Tommy schon in den zwanziger Jahren in Shenandoah die Dorsey's Novelty Six; sie spielten beide auch bei den California Ramblers und in der daraus abgeleiteten Studioband The Little Ramblers. In New York trennten sich die Wege der Brüder dann zunächst; Tommy Dorsey spielte unter anderem 1927 bis 1928 im Orchester von Paul Whiteman.   1934 bis 1935 leitete er dann zusammen mit seinem Bruder die sehr erfolgreiche Dorsey Brother Band, in der unter anderem später selbst erfolgreiche Bandleader wie Glenn Miller und Bob Crosby als Musiker tätig waren. 1935 gründete Tommy seine eigene Big Band, die zu einem der beliebtesten und erfolgreichsten Orchester der Big-Band-Ära wurde. Stilistisch zwischen Tanzmusik und Jazz angesiedelt, spielten bei Dorsey so bekannte Jazzmusiker der Epoche wie Gene Krupa, Buddy Rich, Charlie Shavers, Bunny Berigan und Buddy DeFranco. Als Arrangeure waren unter anderem Sy Oliver und Paul Weston für Dorsey tätig, als Sänger Jack Leonard, Frank Sinatra, Edythe Wright, Connie Haines und Jo Stafford. Einer seiner größten Hits war I’ll Never Smile Again mit Sinatra 1940, den dieser auch in dem Musicalfilm Las Vegas Nights (1941) sang. Kurz darauf lieferte Matt Dennis die Komposition für den Hit Everything Happens to Me.
Neben seiner Big Band hatte er ab 1935 auch eine Dixieland-Band, Clambake Seven.
Tommy Dorsey, der sein Instrument virtuos beherrschte, hatte den Beinamen The Sentimental Gentleman of Swing. Die Erkennungsmelodie (signature tune) seines Orchesters war I’m Getting Sentimental Over You.
Sein Bruder Jimmy Dorsey schloss sich 1953 wieder seinem Orchester an, das in der Folgezeit unter dem Namen The Fabulous Dorsey Brothers and their Orchestra firmierte und in dem vor allem der Trompeter Charlie Shavers sowie der Schlagzeuger Louis Bellson eine herausragende Rolle spielten. Stilistisch orientierte sich das Orchester nach dem Eintritt Jimmy Dorseys zunehmend an Count Basie. Dorsey beschäftigte mit Neal Hefti und Ernie Wilkins zwei Basie-Arrangeure; zudem übernahm er in dieser Zeit Arrangements, die die Basie-Band spielte, komplett. Mitte der fünfziger Jahre erlebte die Band eine enorme Resonanz, die sich auch aus der gemeinsamen Fernsehshow und der dortigen Zusammenarbeit mit Elvis Presley ergab.
Im November 1956 erstickte Tommy Dorsey im Schlaf nach übermäßigem Alkoholkonsum und der gleichzeitigen Einnahme von Schlaftabletten. Nach seinem plötzlichen Tod führte sein Bruder Jimmy Dorsey die Band noch bis zum Frühjahr 1957 weiter. In dieser Zeit gelang diesem mit dem Titel So rare noch einmal ein Welterfolg. Als Co-Frontman agierte dabei der Posaunist Urbie Green. Nach dem Tod von Jimmy Dorsey wurde der Posaunist Warren Covington mit Jane Dorseys Segen Leiter der Band, da sie die Rechte an der Band und dem Namen ihres verstorbenen Mannes besaß. Unter dem Namen „Tommy Dorsey Orchestra Starring Warren Covington“ erreichten sie Platz 7 der Billboard-Charts und verdienten sich im Herbst 1958 mit der Hitsingle „Tea for Two Cha-Cha“ eine Goldene Schallplatte. 
Nachdem Covington die Band verlassen hatte, leitete der Tenorsaxophonist und Multiinstrumentalist Sam Donahue sie zusammen mit Charley Shavers von 1961 bis 1966. Frank Sinatra Jr. gab 1963 sein professionelles Gesangsdebüt mit der Band im Dallas Memorial Theatre in Texas. Später leitete der Posaunist und Bandleader Buddy Morrow das Tommy Dorsey Orchestra von 1977 bis zu seinem Tod am 27. September 2010.

## Diskografie
- 1961: The One And Only Tommy Dorsey (RCA Camden)
- 1966: Tommy Dorsey’s Dance Party (Vocalion)
- 1971: This Is Tommy Dorsey (RCA Victor)
- 1976: Tommy Dorsey (1937 – 1941) (Amiga)
- 1988: All-Time Greatest Dorsey/Sinatra Hits, Vol. 1-4 (RCA)
- 1982: The Dorsey/Sinatra Sessions (RCA)
- 1990: Yes, Indeed! (Bluebird/RCA)
- 1991: Music Goes Round and Round (Bluebird/RCA)
- 1994: Stop, Look and Listen (ASV Records|ASV/Living Era)
- 1999: The V-Disc Recordings (Collectors’ Choice)
- 1999: 1937, Vol. 3
- 2001: This Is Tommy Dorsey & His Orchestra, Vol. 1 (Collectables)
- 2004: 1939, Vol. 3
- 2004: Tommy Dorsey: The Early Jazz Sides: 1932–1937 (Jazz Legends)
- 2004: It’s D’Lovely 1947–1950 (Hep)[1]

## Filmografie
- 1929: Segar Ellis and His Embassy Club Orchestra
- 1929:  Alice Bolden and Her Orchestra
- 1940: Johnny Apollo
- 1941: Las Vegas Nights
- 1942: Ship Ahoy
- 1943: Presenting Lily Mars
- 1943: Girl Crazy
- 1943: DuBarry Was a Lady
- 1944: Broadway Rhythm
- 1945: Thrill of a Romance
- 1946: The Great Morgan
- 1947: Die legendären Dorseys (The Fabulous Dorseys)
- 1948: Die tollkühne Rettung der Gangsterbraut Honey Swanson (A Song is Born)
- 1951: Disc Jockey (1951)
- 1953: The Dorsey Brothers Encore (Kurzfilm)[2]